# American IPA
American India Pale Ale (American IPA) é um estilo de cerveja que surgiu nos Estados Unidos como uma variação moderna da India Pale Ale tradicional inglesa. Este estilo caracteriza-se pelo uso de lúpulos americanos, conferindo sabores e aromas intensamente cítricos, frutados e resinosos, além de um amargor pronunciado.

## História
O estilo American IPA surgiu durante o movimento de renascimento das cervejas artesanais nos Estados Unidos, no final do século XX. Cervejeiros americanos inspiraram-se nas English IPAs, mas começaram a utilizar variedades locais de lúpulos, como Cascade, Centennial e Citra, que resultaram em sabores e aromas únicos.
Uma das primeiras American IPAs reconhecidas foi a Liberty Ale, lançada pela Anchor Brewing Company em 1975, amplamente considerada um marco para este estilo.

## Características
As American IPAs são definidas por:
- **Aparência**: Cor que varia do dourado ao âmbar, geralmente límpida, com espuma branca e persistente.
- **Aroma**: Notas intensas de lúpulo, que podem incluir aromas cítricos, florais, frutados e resinosos, provenientes de variedades como Cascade, Simcoe e Amarillo.
- **Sabor**: Amargor pronunciado equilibrado por uma base maltada, que pode incluir notas de caramelo ou biscoito. Final geralmente seco e refrescante.
- **Teor alcoólico**: Normalmente entre 5,5% e 7,5% ABV.
- **Corpo**: Médio, com textura suave e refrescante.

## Comparação com English IPA
Embora ambos os estilos compartilhem a mesma origem, as American IPAs destacam-se pelo perfil de lúpulo mais agressivo e aromático. Enquanto as English IPAs apresentam notas herbais e terrosas, as American IPAs são conhecidas pelos seus sabores e aromas cítricos e tropicais.

## Exemplos Notáveis
Algumas das American IPAs mais reconhecidas incluem:
- **Sierra Nevada Pale Ale**
- **Stone IPA**
- **Lagunitas IPA**

## No BJCP
O Beer Judge Certification Program (BJCP) classifica a American IPA na categoria **21A**, descrevendo-a como uma cerveja lupulada, refrescante e equilibrada, com destaque para os sabores e aromas do lúpulo.